# Rigi Bahnen
La Rigi Bahnen (RB) è una società per azioni svizzera che gestisce le due linee ferroviarie a cremagliera Arth-Rigi e Vitznau-Rigi, e la funivia Weggis-Rigi.

## Storia

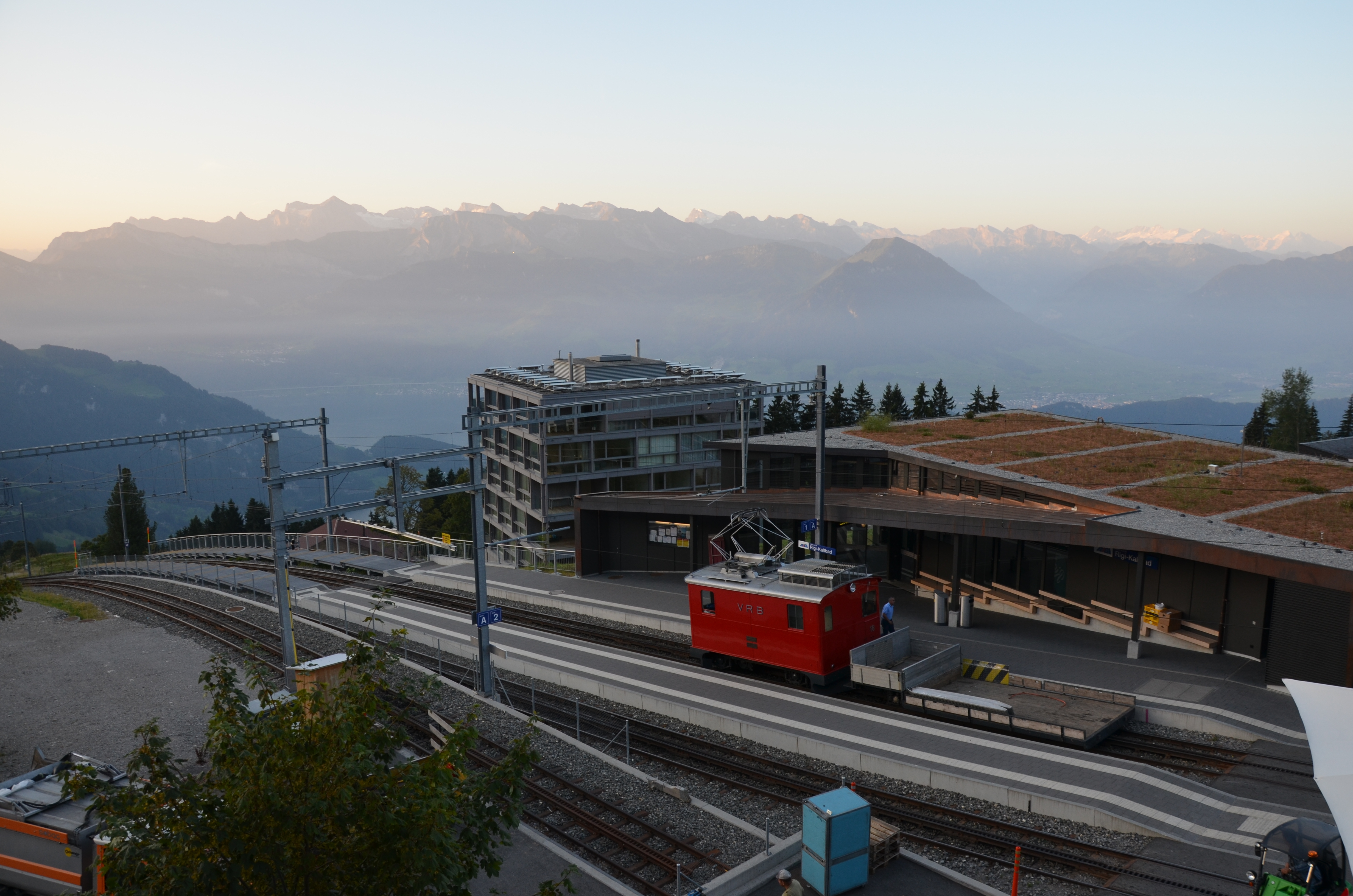
Stazione di Rigi Kaltbad

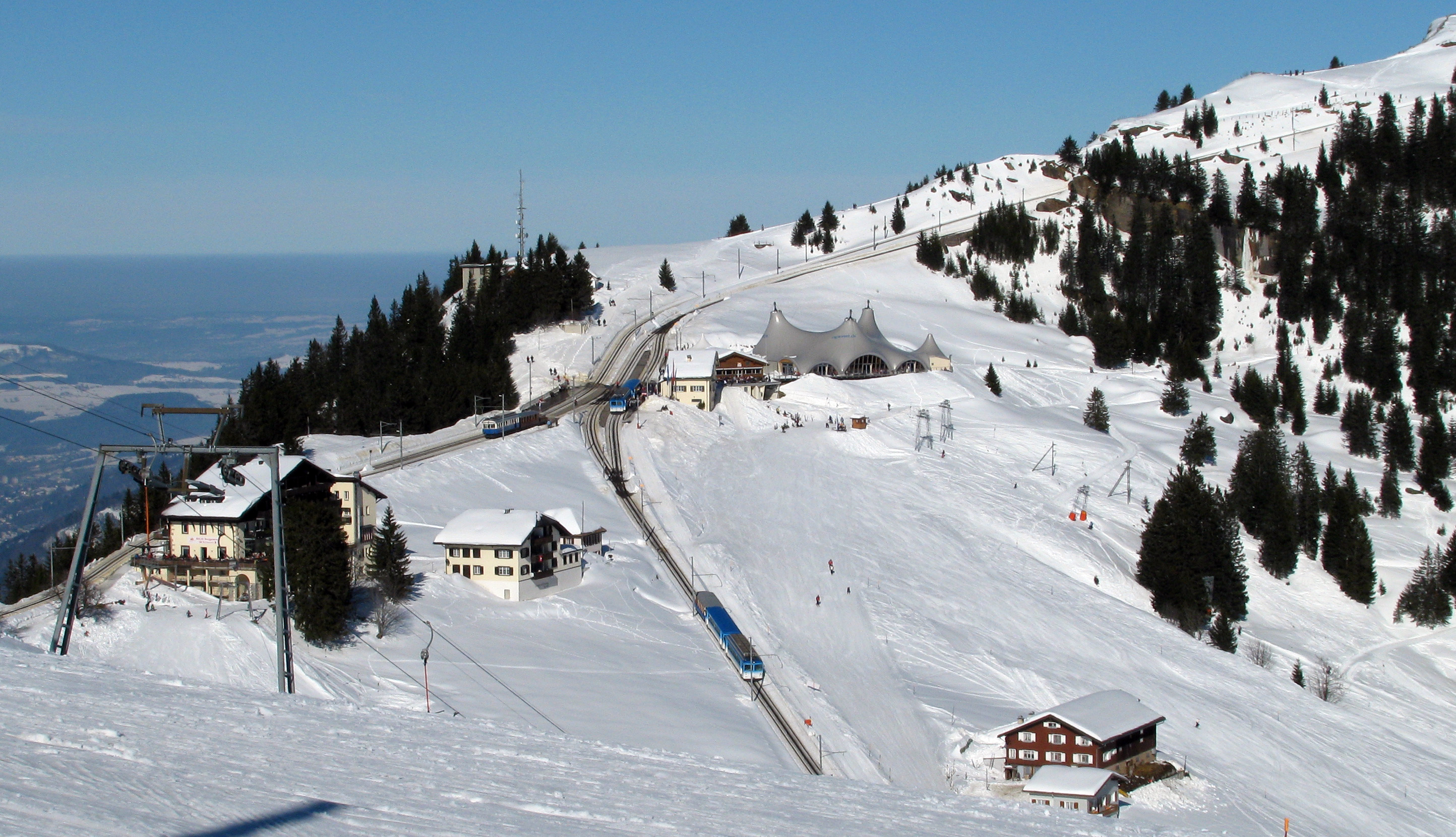
Veduta della linea

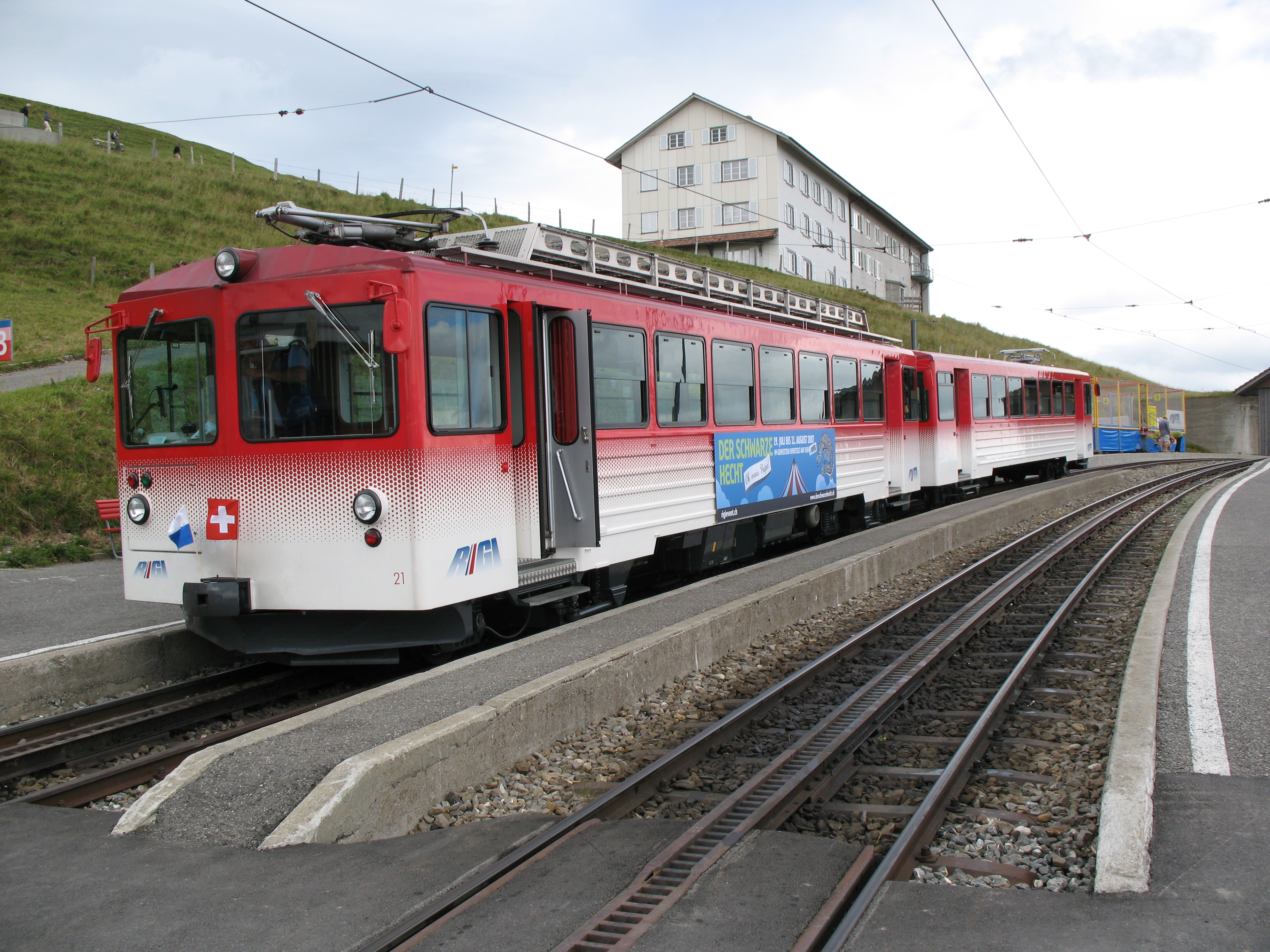
Stazione terminale di Rigi Kulm con le linee di arrivo affiancate e un treno della Vitznau-Rigi Bahn

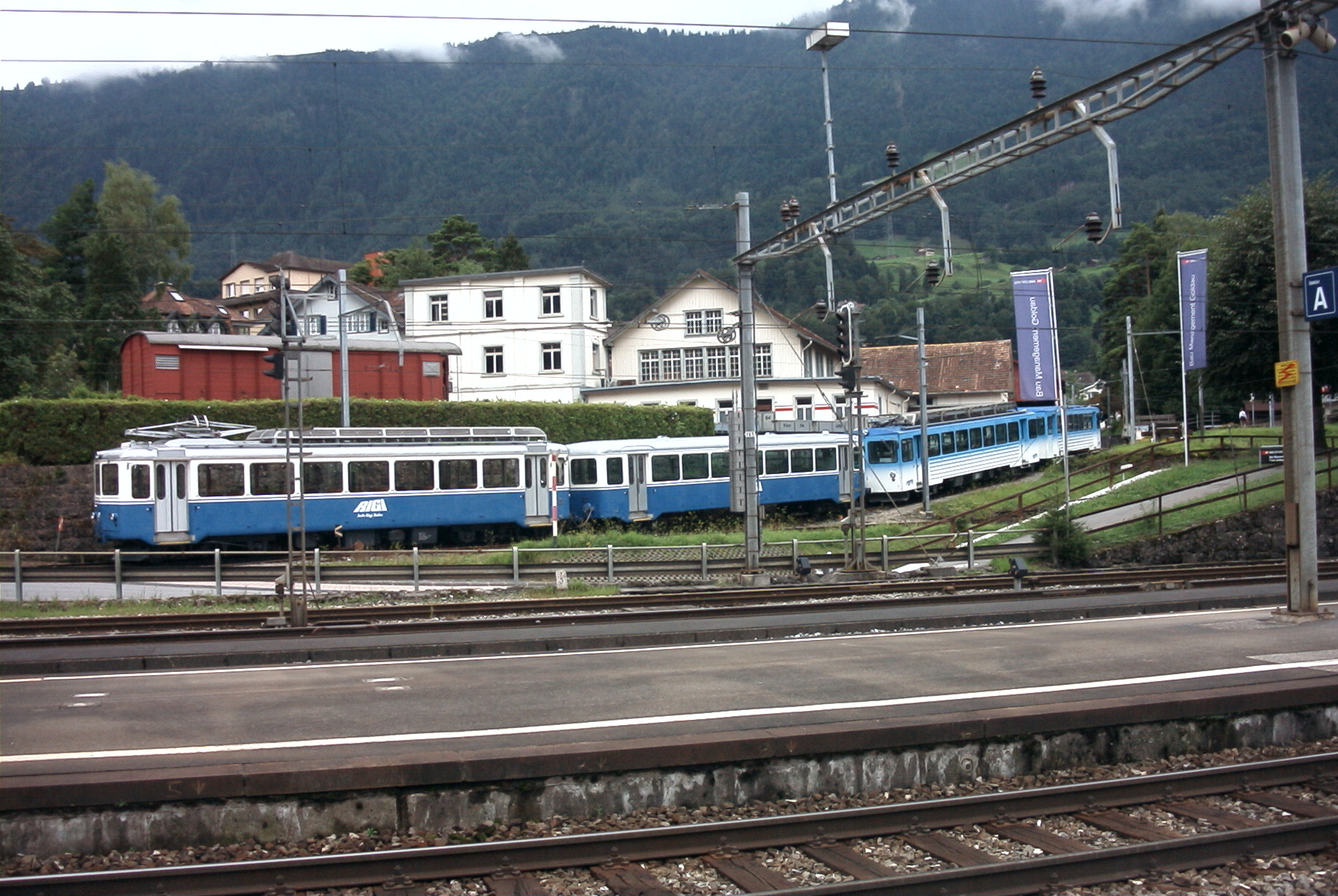
Capolinea di Arth-Goldau della Arth–Rigi-Bahn

La seconda metà del XIX secolo portò allo sviluppo di numerose ferrovie turistiche in Svizzera; il desiderio di rendere accessibile anche la panoramica vetta del monte Rigi, a 1792 m s.l.m., portò Niklaus Riggenbach a sviluppare il progetto della sua prima ferrovia a cremagliera della confederazione ideando il sistema che da lui prende nome. Il monte Rigi era da tempo meta di amanti della natura attratti dalla specificità del panorama visibile dalla sua cima, spartiacque naturale tra il Lago di Lucerna e il Lago di Zugo.
Nel 1871 venne aperta la prima delle 2 linee che raggiungono la vetta del Rigi, quella originante da Vitznau. La seconda, la Arth-Rigi, venne completata fra il 1873 e il 1874.
Tuttavia la prima delle due, inaugurata il 23 maggio 1871 dovette arrestarsi poco prima, a Staffelhöhe, al confine cantonale di Lucerna perché priva delle autorizzazioni del Cantone di Svitto. Questa giunse contemporaneamente a quella accordata alla linea proveniente da Arth-Goldau gestita da un'altra società che tuttavia dopo aver ostacolato la rivale costruì a sue spese l'ultimo tratto così all'inaugurazione, il 27 giugno 1873, ambedue le linee entrarono in funzione, affiancate verso la cima, fino alla stazione di Rigi Kulm. La trazione fu a vapore e data la pendenza fino al 250 per mille le locomotive furono a cremagliera. Ambedue le linee vennero elettrificate a corrente continua a 1500 V: nel 1907 la Arth-Goldau - Rigi e nel 1937 la Vitznau - Rigi. L'apertura della Ferrovia del Gottardo arrecò vantaggi concreti alla linea attestata ad Arth-Goldau, mentre quella attestata a Vitznau trae ancor oggi vantaggi dalla coincidenza con i battelli del Lago di Lucerna.

## Caratteristiche
Si tratta di due ferrovie a cremagliera le cui linee sono indipendenti: quella che ha origine da Vitznau, su Lago di Lucerna giunge alla cima del monte Rigi con i suoi trenini di colore rosso percorrendo con rampe del 250 per mille il versante nord-occidentale della montagna; l'altra, con trenini di colore azzurro ha origine dalla stazione di Arth-Goldau delle FFS e arriva sulla cima del Rigi percorrendo il versante opposto della montagna e affiancandosi alla prima nell'ultimo tratto, da Staffel fino alla stazione terminale di Rigi Kulm.
Ambedue le ferrovie sono oggi elettrificate in corrente continua a 1500 volt e utilizzano la cremagliera tipo Riggenbach.
- Linea Vitznau–Rigi Kulm:

Lunghezza: 6.850 m

Pendenza massima: 250 per mille

Dislivello superato: 1317 m (dai 435m s.l.m ai 1752m della vetta del Rigi)
- Linea Arth-Goldau–Rigi Kulm:

Lunghezza: 8.550 m

Pendenza massima: 200 per mille

Dislivello superato: 1233 m (dai 519m s.l.m di Arth-Goldau alla vetta)